# Рычково (Струго-Красненский район)
Рычко́во — опустевшая деревня в Струго-Красненском районе Псковской области России. Входит в состав сельского поселения «Марьинская волость». Фактически — урочище.

## География
Находится на северо-востоке региона, в центральной части района, в олесной местности, в 700 м к северу от деревни Деева Горка.
Уличная сеть не развита.

## История
Первое упоминание — 1498 год. В списках селений Щирского погоста Шелонской пятины упоминалась деревня Рыжково.
Менее, чем через век, источник 1581-82 гг. сообщает о пустоши, что была деревня Рыжкова Щирского погоста Шелонской пятины.
В 1786 г. пустошь Рышкова Лужского уезда принадлежала секунд-майорше Елизавете Афанасьевне Березиной, девице Авдотье Михайловне Брянцовой и майорше Акулине Константиновне Зиновьевой.
В 1941—1944 гг. деревня находилась под фашистской оккупацией войсками Гитлеровской Германии.
Согласно Закону Псковской области от 28 февраля 2005 года деревня Рычково вошла в состав образованного муниципального образования «Марьинская волость».
В 2006 году, как пишут Ефимов, Фёдоров 2015, в деревне сгорел последний дом вместе с его жителем и пор Рычково фактически стало урочищем.

## Население
| 2001 | 2002 | 2010 | 2011 |
| ---- | ---- | ---- | ---- |
| 2    | →2   | ↘0   | →0   |

## Инфраструктура
В 1931-41 годах действовал колхоз «Заря будущего». В 1944-50 годах деревни Рычково и Рычковский Клин составили колхоз «Заря будущего». С 1950 г. — бригада Рычково колхоза «Заря будущего».
Действовали в разные годы овцеводческая и животноводческая (телятник) фермы. В XXI веке — развалины

## Транспорт
Деревня доступна по просёлочной дороге.